# Gymnelia jordani
Gymnelia jordani là một loài bướm đêm thuộc phân họ Arctiinae, họ Erebidae.